# Atjey Party
De Atjey Party was een groep van 306 Nederlandse en 194 Britse en Australische krijgsgevangenen uit het Gloegoer kamp in Medan belast met werkzaamheden aan de Blangkejeren weg en de Pakanbaroe-spoorweg.

## Oprichting
Deze groep werd in februari 1944 samengesteld in Gloegoer en bestond uit de op dat moment meest fitte krijgsgevangenen. De 500 mannen werden opgedeeld in een zestal groepen van ongeveer 45 man (Nederlanders) en stonden voor wat betreft de Nederlanders onder leiding van Nederlandse officieren (respectievelijk de luitenants Tielenius Kruythoff, Van Schendel, Eekhout, Van der Waag, Kriekhaus en Zondag met een staf van negen man w.o. koks, twee doktoren, verplegers en dardanellen (gevechtsoppas) van de staf). Hoofd van de Nederlanders was kapitein J.J.A. van de Lande.  
Voor wat betreft de Britse en Australische mannen waren deze per groep van veertig à vijftig man ingedeeld in een marinegroep onder leiding van de luitenant Headly, een legergroep onder leiding van de luitenant Dawson, een R.A.F. groep onder leiding van luitenant J. Matthews en tot slot een Australische groep onder leiding van luitenant Trenter. Hoofd van de Britten was de kapitein Henman. De werkgroep vertrok op 8 maart 1944 vanuit Gloegoer naar kamp nr. 9 in Blangkejeren.
De Japanse kampcommandant Miura spiegelde de mannen voor dat zij een mooie klus zouden gaan klaren in een lekker, koel klimaat, in een goed kamp met goede voeding. Men moest vooral boeken, instrumenten en spelen  meenemen naar de nieuwe bestemming.

## Werkzaamheden
Deze groep moest samen met nog enkele duizenden inheemse arbeiders, de zogenaamde Romoesja's, in het binnenland van Atjeh werken aan de 58 kilometer lange te maken weg tussen Blangkejeren Takengon. 
Na voltooiing van de weg ging de Atjeh Party in oktober 1944 terug naar kamp Soengeisengkol bij Medan. Na enkele weken rust werden ze naar de Pakanbaroe-spoorweg in Midden-Sumatra getransporteerd, waar ze opnieuw aan het werk werden gezet.

## Huisvesting
Er waren daar elf opeenvolgende werkkampen voor deze krijgsgevangenen, genoemd naar de afstand in kilometers tot Blangkedjeren. De omstandigheden verschilden per kamp.

## Einde werkgroep
Na voltooiing van de weg, werd de werkgroep op 1 november 1944 ontbonden en werden de overgebleven krijgsgevangenen verdeeld over de verschillende basiskampen in Pakan Baroe om daar als krijgsgevangene dwangarbeid te verrichten.

## Namenlijst Atjey Party
De volledige namenlijst van de Atjey Party is afkomstig van een pannetje van de krijgsgevangene A.H. Oliemans. Deze krijgsgevangene was ziek en bedacht een bezigheid om de verveling tegen te gaan die als gevolg van de vele verboden van de kampcommandant Miura waren opgelegd. Oliemans graveerde alle achternamen van de Nederlandse deelnemers op zijn aluminium legerpannetje, waarbij hij de meer voorkomende achternamen ook voorzag van de initialen. 